# 시에라 라미레즈
시에라 라미레즈(Cierra Ramirez, 1995년 3월 9일 ~ )는 미국의 배우, 가수이다.

## 출연 작품
- 틴 뱀파이어 (2017)
- 더 포스터스 시즌2 (2014)
- 더 포스터스 시즌1 (2013)
- 걸 인 프로그레스 (2012)